# Štítná nad Vláří-Popov
Štítná nad Vláří-Popov è un comune della Repubblica Ceca facente parte del distretto di Zlín, nella regione di Zlín.